# Agrochola emmedonia
Agrochola emmedonia är en fjärilsart som beskrevs av Pieter Cramer 1779. Agrochola emmedonia ingår i släktet Agrochola och familjen nattflyn. Inga underarter finns listade i Catalogue of Life.